# František Alfons Xaver z Thun-Hohensteinu
František Alfons Xaver z Thun-Hohensteinu (německy Franz Alphons Xaver von Thun und Hohenstein, 3. února 1703, Trident – 1734) byl šlechtic z tyrolského hraběcího rodu Thun-Hohensteinů.

## Život
Narodil se jako syn hraběte Josefa Jana Antonína z Castell-Brughieru a jeho manželky Markéty Veroniky z Thunu.
V roce 1721 zakončil studia a následně se věnoval vědecké dráze. Kromě toho se v letech 1721-1734 věnoval pečlivému sepisování dějin svého rodu (Libro rosso) na základě rodinných listin, které jsou dodnes uchovány v archivu na zámku Thun.
František Alfons byl od roku 1726 ženatý s hraběnkou Johanou Kateřinou Isabelou z Wolkensteinu, s níž měl čtyři dcery a jednoho syna, Jana Vigila Karla. Ten se stal zakladatelem dvou pozdějších linií rodu: Thun-Castelfondo a Castell-Brughier.